# IPhone X
Pour les articles homonymes, voir iPhone (homonymie).
L'iPhone X est un smartphone, modèle de la 11e génération d'iPhone d'Apple. Il est disponible en pré-commande le 27 octobre 2017 et est commercialisé le 3 novembre 2017.
Il est destiné à présenter ce qu'Apple considère comme la technologie du futur. Il utilise un boîtier en verre et en acier inoxydable et une conception sans contour, ce qui permet de réduire les cadres. C'est le premier iPhone à utiliser un écran OLED. Le capteur d'empreinte digitale du bouton Home est remplacé par un nouveau type d'authentification appelé Face ID, utilisant des capteurs pour scanner le visage de l'utilisateur afin de déverrouiller l'appareil. Cette capacité de reconnaissance faciale permet également d'animer des émojis en suivant l'expression de l'utilisateur (Animoji).
Avec une conception sans cadre, l'interaction avec l'utilisateur de l'iPhone a considérablement changé, utilisant des gestes pour naviguer dans le système d'exploitation plutôt que le bouton Home utilisé dans tous les modèles précédents. Au moment de son lancement en novembre 2017, son prix est de 999 dollars et en fait également le smartphone le plus cher de la gamme, avec des prix encore plus élevés au niveau international en raison des taxes de vente et d'importation locales supplémentaires.
Le smartphone reçoit des critiques positives. Sa qualité visuelle et sa conception sont unanimement saluées, et l'appareil photo obtient des notes positives aux tests. Toutefois, l'encoche du boîtier du capteur en haut de l'écran et l'introduction d'une toute nouvelle méthode d'authentification ont polarisé les critiques et les consommateurs. L'encoche est fortement critiquée par les utilisateurs sur les réseaux sociaux, bien que les développeurs d'applications réagissent de manière neutre ou positive aux changements qu'elle apporte à l'expérience utilisateur dans leurs applications et leurs jeux. La reconnaissance faciale par identification du visage est saluée pour sa simplicité de configuration, mais critiquée pour le fait qu'elle nécessite des yeux directs sur l'écran, bien que cette option puisse être désactivée dans les préférences du système.

## Lancement
La technologie est développée depuis 2012. Les rumeurs d'une modification importante de la conception du smartphone commence à circuler au moment de l'annonce de l'iPhone 7 et s'intensifient lorsqu'une fuite de l'HomePod en juillet 2017 suggère que la firme va bientôt sortir un téléphone avec une conception presque sans cadre, sans bouton Home physique, avec une reconnaissance faciale et d'autres nouvelles fonctionnalités.
Une version de développement quasi finale du système d'exploitation iOS 11 fait l'objet d'une fuite en septembre 2017, confirmant la nouvelle conception et les nouvelles fonctionnalités. Le smartphone est dévoilé lors de cette conférence. Son prix de départ est de 999 dollars, ce qui en fait l'iPhone le plus cher. Ce prix s'élève encore plus sur les marchés internationaux en raison des fluctuations monétaires, des frais d'importation et des taxes de vente,.
Le smartphone est commercialisé le 23 novembre en Israël et le 24 novembre dans 13 pays : Afrique du Sud, Albanie, Bosnie-Herzégovine, Cambodge, Corée du Sud, Kosovo, Macao, Macédoine, Malaisie, Monténégro, Serbie, Thaïlande et Turquie.
En avril 2018, la Commission fédérale des communications dévoile les images d'un modèle couleur or,. Cependant, ce projet est mis en suspens en raison de problèmes de production et finalement, l'iPhone XS se décline en modèle or,.

## Réception

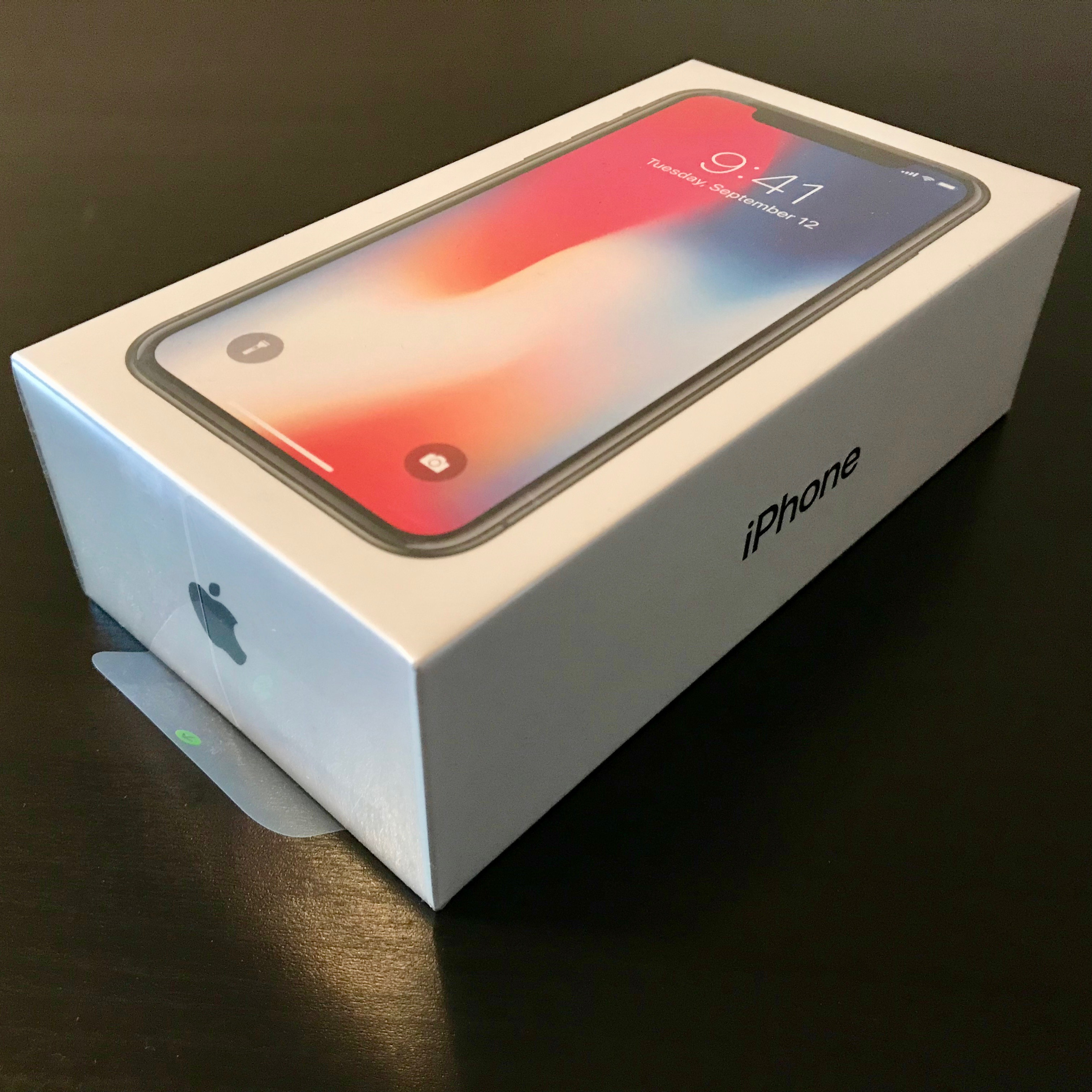
IPhone X emballé

### Avis généraux
L'appareil photo reçoit une note globale de 97 de la part de DxOMark, une société de test d'appareils photo, ce qui est inférieur à la note maximale de 99 attribuée au smartphone Samsung Galaxy S9+. Le Pixel 2 de Google obtient une note de 98. Consumer Reports, une organisation indépendante à but non lucratif visant à rédiger des avis impartiaux sur les produits de consommation, classe le smartphone en dessous de ses prédécesseurs, ainsi que du Galaxy S8, du S8+ et du Note 8 de Samsung, en raison d'une durabilité moindre et d'une durée de vie de la batterie plus courte, bien qu'elle fasse l'éloge de l'appareil photo comme « l'appareil photo pour smartphone le mieux classé jamais testé ».
Nilay Patel de The Verge fait l'éloge de l'écran, le qualifiant de « poli, serré, propre, brillant et coloré ». Il critique l'absence de prise casque, la fragilité de l'appareil — malgré les prétentions d'Apple en matière de durabilité — et l'encoche du capteur, le trouvant laid. Il souligne que les applications doivent être mises à jour, or celles-ci n'ont pas forcément de mises à jour ce qui peut poser problème comme une bordure noire apparaissant sur les icônes. Les appareils photos reçoivent des commentaires positifs pour le maintien des détails en cas de faible luminosité. Animoji reçoit un accueil plutôt positif, décrit comme « probablement la meilleure fonction du smartphone ». Enfin, il écrit que l'identification faciale est la base et déclare qu'elle fonctionne généralement très bien, tout en reconnaissant les erreurs occasionnelles dans lesquelles les utilisateurs doivent rapprocher le téléphone de leur visage. Il critique la portée limitée de l'identification faciale, l'authentification ne fonctionnant que lorsque l'on tient le téléphone à 25–50 cm du visage.
Chris Velazco d'Engadget fait également l'éloge de l'écran, écrivant que, selon son expérience, l'encoche du capteur est étrange au début. La qualité de la construction est saluée, la surnommant « dispositif magnifiquement conçu avec une construction qui relie les vitres avant et arrière avec le cadre en acier inoxydable ». Il fait remarquer qu'il faut du temps pour s'habituer à la nouvelle interactivité basée sur les gestes, en particulier au fait que le centre de contrôle est déplacé en haut à droite de l'écran. L'appareil photo, les performances du processeur et l'autonomie de la batterie font l'objet de réflexions positives.
Dans une critique très négative, Dennis Green de Business Insider explique l'impossibilité d'utiliser le smartphone d'une seule main, car il ne peut pas atteindre le haut du téléphone pour accéder aux notifications.

### Face ID, sécurité et respect de la vie privée
L'identification faciale suscite des inquiétudes quant à la possibilité pour les forces de l'ordre d'accéder au téléphone d'un individu en pointant l'appareil sur le visage de l'utilisateur.
Le sénateur américain Al Franken demande à Apple de fournir plus d'informations sur la sécurité et la confidentialité de l'identification faciale un jour après l'annonce. La firme répond en soulignant la publication récente d'un livre blanc sur la sécurité et d'une base de connaissances détaillant les réponses.
Des résultats contradictoires sont constatés lors de tests d'identification faciale sur des jumeaux, certains tests montrant que le système parvient à reconnaître distinctement les deux.

### Controverse sur l'encoche
Une grande partie du débat dans les médias est centré autour de la conception de l'encoche, en haut de l'écran. Selon The Outline (en), il est décrit comme « un élément visuellement disgracieux ». De son côté, le site The Verge publie un rapport qui se concentre sur les critiques du public et les personnes qui se moquent du « choix bizarre » de cette conception, mais tous les examinateurs n'ont pas été aussi négatifs dans leurs opinions,. Les développeurs tiers d'iOS interrogés par Ars Technica déclarent que, malgré le travail de restructuration des éléments de conception dans leurs applications, l'encoche n'a pas posé de problème, certains allant même jusqu'à affirmer que c'était une bonne incitation à simplifier leurs conceptions.

## Ventes

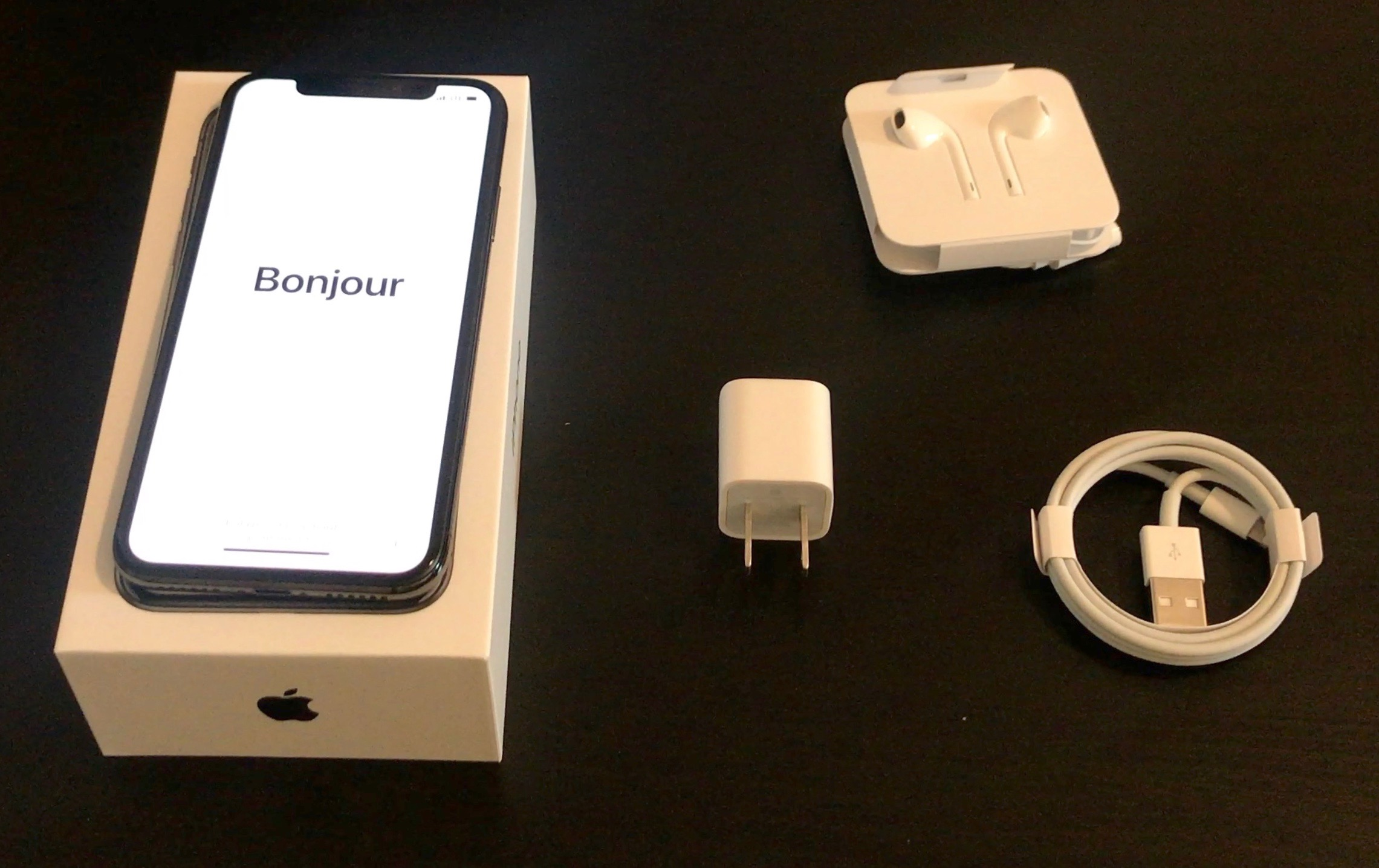
Tous les accessoire utiles à l'iPhone X, ainsi que l'emballage de ce dernier.

La firme américaine ne fournit plus les chiffres de ventes de ses smartphones, néanmoins, le chiffre d'affaires a augmenté d'environ 13 % tandis que les ventes d'iPhone, toutes gammes confondues, baissent de 1 %,.

## Fin de commercialisation
Le smartphone n'est plus mis en vente le 12 septembre 2018 à la suite de l'annonce des appareils iPhone XS, iPhone XS Max et iPhone XR. En conséquence, il a une durée de vie d'un peu plus de 10 mois, soit la plus courte dans l'histoire de l'iPhone.
Le 22 novembre 2018, la firme reprend la production du smartphone en raison de la faiblesse des ventes de ses successeurs et à partir de février 2019, la firme commence à vendre des modèles reconditionnés.

## Composition

### Écran

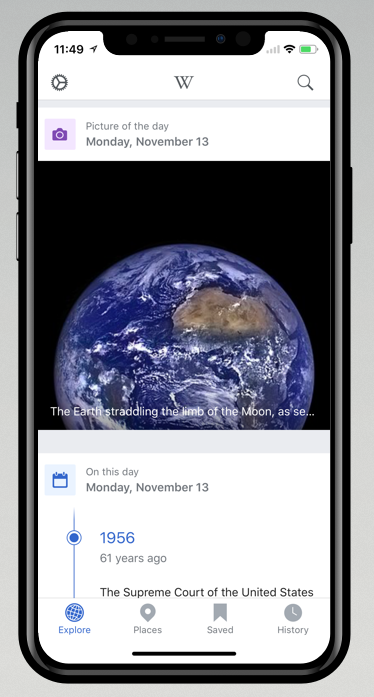
L'écran de l'iPhone X allumé montrant l'application Wikipédia.

Il dispose d'un écran OLED de 5,8 pouces aux couleurs précises qui prend en charge la large gamme de couleurs DCI-P3, le sRGB, la gamme dynamique élevée et présente un rapport de contraste de 1 000 000:1.
L'écran est doté de la technologie True Tone existante sur l'iPad Pro, qui utilise des capteurs de lumière pour adapter la balance des blancs.
La technologie OLED est connue pour sa tendance au déverminage, c'est-à-dire que certains éléments restent constamment à l'écran pendant de longues périodes et laissent une faible trace même après l'apparition de nouvelles images. Apple reconnait que leurs écrans peuvent être impactés par ce problème, écrivant dans un document que c'est aussi un comportement attendu.
Greg Joswiak, vice-président du service marketing d'Apple, confie à Tom's Guide que les panneaux OLED utilisés dans le smartphone sont conçus pour éviter la sursaturation des couleurs, en ayant procédé à des ajustements de couleurs et à des raffinements au niveau des sous-pixels pour les lignes nettes et les coins arrondis.

### Appareil photo

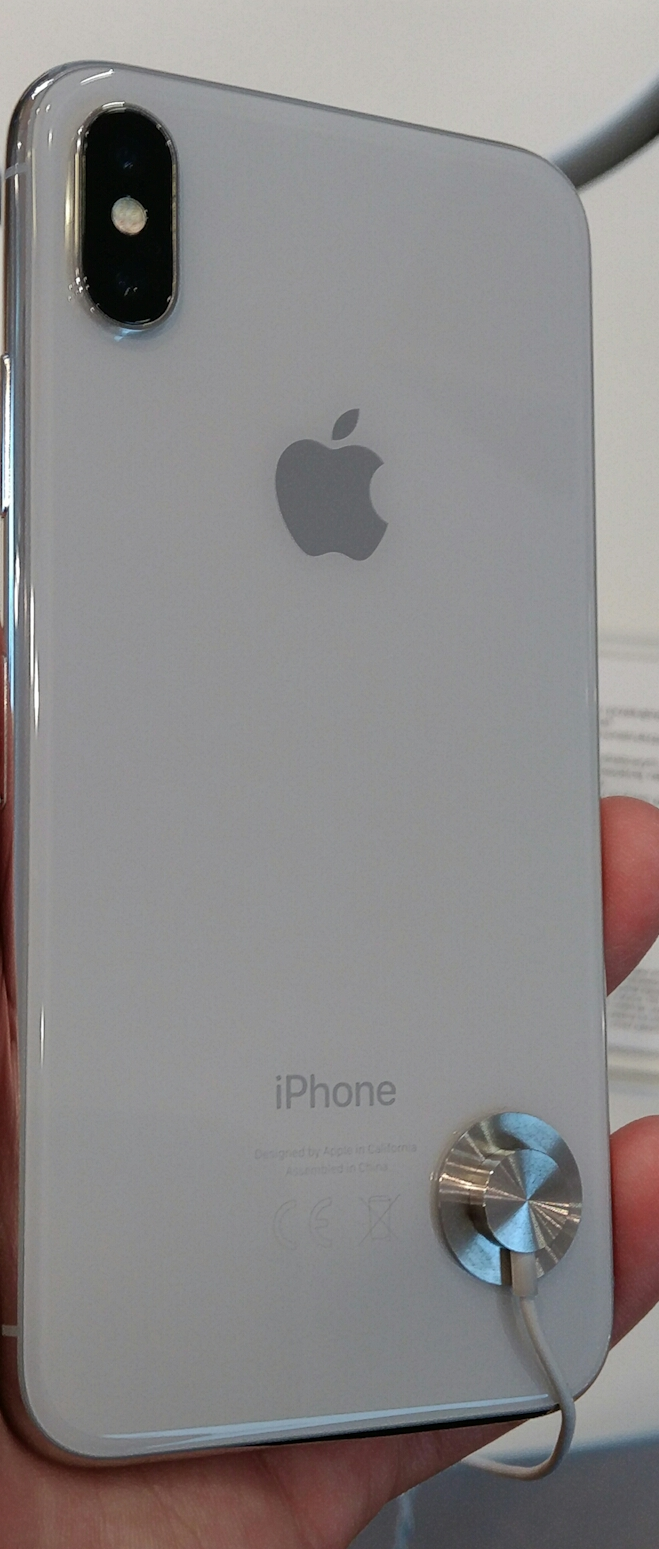
Vue arrière d'un iPhone X montrant les deux caméras.

Il possède deux caméras arrières. La première contient un grand angle de 12 mégapixels, une ouverture f/1,8 avec détection des visages, une gamme dynamique élevée et la stabilisation optique de l'image. Elle est capable de capter des vidéos en 4K jusqu'à 60 images par seconde, ou des vidéos en 1080p jusqu'à 240 images par seconde.
Des photos peuvent être prises lors de l'enregistrement vidéo.
Située à l'avant du téléphone, la deuxième caméra TrueDepth de 7 mégapixels a une ouverture f/2,2, dispose de la détection des visages et du HDR pouvant capter des photos et des vidéos en 1080p à 30 images par seconde, des vidéos en 720p à 240 images par seconde et permet exclusivement l'utilisation d'Animoji, des émojis animés qui réagissent aux expressions faciales de l'utilisateur,.

### Bouton home
Le traditionnel bouton Home, présent sur tous les anciens appareils de la gamme et iPhone SE (2020), est totalement supprimé et remplacé par des gestes tactiles. Pour activer le dispositif, les utilisateurs peuvent toucher l'écran ou utiliser le bouton latéral. Pour accéder à l'écran d'accueil, ils doivent faire glisser leur doigt vers le haut à partir du bas de l'écran ; et lorsqu'ils souhaitent accéder à la fenêtre multitâche, ils doivent faire glisser leur doigt vers le haut de la même manière que pour accéder à l'écran d'accueil, mais s'arrêter lorsque le doigt est au milieu de l'écran, ce qui fait apparaître un menu déroulant d'applications.

### Processeur et mémoire

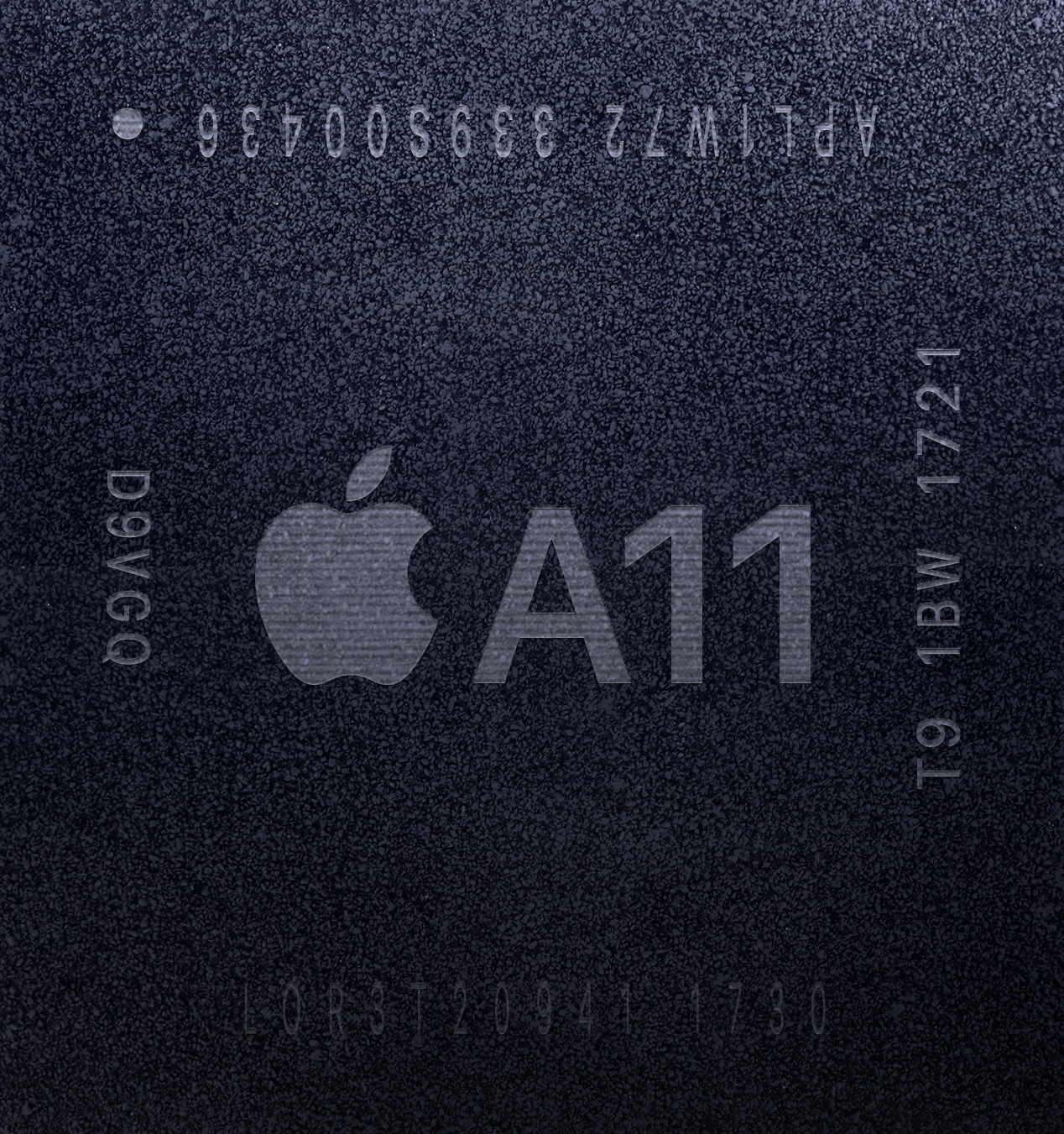
Vue de la puce Apple A11 Bionic utilisée pour l'iPhone X et l'iPhone 8

Il est doté du SoC Apple A11 Bionic, un processeur hexacoeur présent également sur l'iPhone 8, composé de deux cœurs qui sont 10 % plus puissants et quatre cœurs qui sont 70 % plus puissants que l'Apple A10 Fusion présent sur les iPhone 7. Les téléphones sont également dotés d'une unité de traitement graphique, 30 % plus rapide que les précédentes, avec le même niveau de performance.

### Connectivité

#### Face ID
L'identification faciale remplace le système d'authentification Touch ID. Le capteur de reconnaissance faciale se compose de deux parties : un module Roméo qui projette plus de 30 000 points infrarouges sur le visage de l'utilisateur, et un module Juliette qui lit le motif.
Le modèle est envoyé à l'enclave sécurisée dans le microprocesseur pour confirmer une correspondance avec le visage du propriétaire du téléphone. Par défaut, le système ne fonctionne pas les yeux fermés, afin d'empêcher tout accès non autorisé, mais cette exigence peut être désactivée dans les paramètres.

#### Chargement sans fil
Le smartphone peut être rechargé par induction. Lors de tests effectués, la vitesse de chargement varie considérablement en fonction des types de câbles, de bancs d'alimentation, d'adaptateurs ou de chargeurs sans fil utilisés.

## Conception
Ses dimensions globales, légèrement plus grandes que celles de son prédécesseur, sont de 143,6 mm de hauteur, 70,9mm de large et 7,7mm d'épaisseur.

## Logiciel
Le smartphone est fourni avec iOS 11 qui évolue pour permettre l'identification faciale plutôt que tactile avec le Touch ID. En prévision de la sortie du téléphone, la plupart des principales applications sont rapidement mises à jour pour prendre en charge les nouveaux changements apportés, bien que les changements requis entraînent des retards dans la mise à jour de certaines applications majeures. Les appareils peuvent supporter les mises à jour jusqu'à iOS 16,.

## Problèmes

### Problèmes d'activation précoce
En novembre 2017, les premiers utilisateurs du smartphone signalent des problèmes d'activation sur certains opérateurs de téléphonie mobile, notamment AT&T. L'opérateur mobile annonce en quelques heures que le problème est résolu de leur côté, et un porte-parole de l'opérateur Verizon déclare aux médias qu'aucun de ses clients n'est affecté malgré certains rapports de problèmes.

### Problèmes liés au froid
Les utilisateurs signalent sur Reddit que l'écran de l'appareil devient inactif après avoir connu des chutes de température rapides. Apple publie la mise à jour iOS 11.1.2 pour corriger le problème.

### Problèmes liés à la NFC
Après la sortie du smartphone au Japon et en Chine, les clients ont rencontré des problèmes liés à la NFC en essayant d'accéder aux lecteurs de cartes à puce des transports publics. En avril 2018, Apple publie une mise à jour, qui permet de résoudre le problème des erreurs dans la plupart des cas. Auparavant, environ 1 tentative sur 3 échouait après les premiers rapports. Ce problème a également touché des utilisateurs en Amérique.

## Impact environnemental
Selon un rapport d'Apple, l'iPhone X, au cours de son cycle de vie, produit environ 79 kg de CO2.
L'emballage du smartphone est totalement recyclable car il est fabriqué à 100 % à partir de fibres de bambou et de canne à sucre.